# BK Häcken (Frauenfußball)
BK Häcken FF (offiziell: Bollklubben Häcken Fotbollsförening) ist ein schwedischer Fußballverein, der 1970 unter dem Namen Landvetter IF gegründet wurde. 1999 wurde dem Vereinsnamen die Bezeichnung des Sponsors, der Brauerei Kopparberg, Kopparbergs vorangestellt.
2004 zog der Verein aus dem Göteborger Vorort Landvetter nach Göteborg um, was zur Namensänderung in Kopparbergs/Göteborg FC führte.
Zur Saison 2021 wurde der Verein in den BK Häcken integriert und tritt fortan unter dessen Namen an.

## Geschichte
Seit dem Aufstieg 1996 unter dem Namen Landvetter IF ist der Verein in der Damallsvenskan, der höchsten Spielklasse im schwedischen Frauenfußball, ununterbrochen vertreten. Der erste größere Erfolg des Vereins mit den Farben blau, weiß und schwarz war 2011 der Gewinn des Svenska Cupen, des schwedischen Vereinspokals, den der Verein 2012 wiederholen konnte. Die schwedische Nationalspielerin Lotta Schelin wurde während der Vereinszugehörigkeit (2004 bis 2008) in den Spielzeiten 2006 und 2007 Torschützenkönigin. Von 2008 bis 2013 war der ehemalige schwedische Nationalspieler Torbjörn Nilsson Trainer der Mannschaft.
Nachdem man zweimal in der Meisterschaft den zweiten Platz belegte und auch in der Champions League antrat, wurde die Mannschaft 2020 schwedischer Meister. Ende 2020 wurde zunächst beschlossen, die Mannschaft vom Spielbetrieb abzumelden, entschied sich aber wenig später doch anders.
Anfang 2021 wurde der Verein in den BK Häcken eingegliedert und trat in der folgenden Saison als BK Häcken FF an.

## Erfolge
- Schwedischer Meister: 2020
- Schwedischer Pokalsieger: 2011, 2012
- Schwedischer Supercupsieger: 2013

## Spielerinnen

### Kader Saison 2024

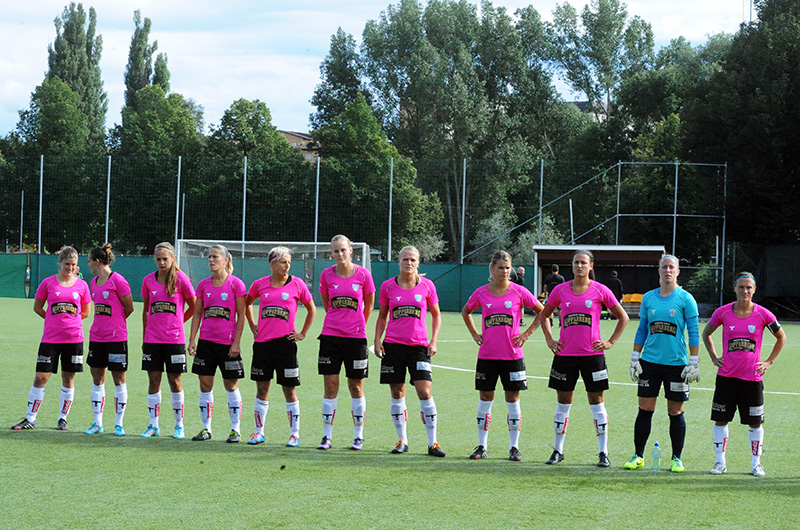
Mannschaftsaufstellung im August 2014

| 01 | Loes Geurts   | Niederlande |
| 13 | Jennifer Falk | Schweden    |

| 03 | Aivi Luik             | Australien |
| 06 | Josefine Rybrink      | Schweden   |
| 16 | Anna Sandberg         | Schweden   |
| 18 | Lisa Löwing           | Schweden   |
| 19 | Elma Junttila Nelhage | Schweden   |
| 20 | Hanna Wijk            | Schweden   |

| 05 | Ruby Grant        | England            |
| 09 | Filippa Curmark   | Schweden           |
| 15 | Jasmine Hamid     | Vereinigte Staaten |
| 17 | Anna Csiki        | Ungarn             |
| 21 | Jóhanna Fossdalsá | Danemark           |
| 25 | Alice Bergström   | Schweden           |
| 26 | Alexandra Larsson | Schweden           |
| 30 | Katariina Kosola  | Finnland           |

| 07 | Monica Jusu Bah  | Schweden |
| 08 | Rosa Kafaji      | Schweden |
| 10 | Anna Anvegård    | Schweden |
| 11 | Clarissa Larisey | Kanada   |
| 12 | Stine Larsen     | Danemark |
| 14 | Matilda Nildén   | Schweden |
| 23 | Felicia Schröder | Schweden |
| 27 | Aisha Masaka     | Tansania |

Stand: 12. Mai 2024

### Ehemalige Spielerinnen
- Lotta Schelin
- Loes Geurts
- Hope Solo
- Ingvild Stensland
- Jane Törnqvist
- Yael Averbuch